# René Cornu
René Cornu   (Fismes, 11 d'abril de 1929 - Meudon, 23 de març de 1986) fou un nedador francès, especialista en estil lliure, que va competir durant les dècades de 1940 i 1950.
El 1948 va prendre part en els Jocs Olímpics d'Estiu de Londres, on disputà tres proves del programa de natació. Guanyà la medalla de bronze en els 4x200 metres lliures, formant equip amb Joseph Bernardo, Henri Padou Jr. i Alexandre Jany, mentre en els 400 i 1.500 metres lliures quedà eliminat en sèries.
En el seu palmarès també destaca un campionat nacional.